# 帝政ローマ初期執政官一覧
帝政ローマ初期執政官一覧（ていせいローマしょきしっせいかんいちらん）は帝政ローマ初期の執政官（コンスル）を年毎に記載した一覧。
通常ローマの帝政開始は紀元前27年からとされるが、ここでは便宜上アウグストゥス（オクタウィアヌス）が最初に正規執政官に就任した紀元前33年から記載を始める。
「帝政初期」の範囲としては192年にコンモドゥスが暗殺されネルウァ＝アントニヌス朝が断絶するまでとする。
年初1月1日に就任しその年を名前で呼ばれた正規執政官2名を各年の横に記した。
正規執政官に辞任や死去によって欠員が生じた際に選ばれる補充執政官は「suff. 」以下に記した。ただし補充執政官は網羅していない。
人名の後ろのローマ数字は補充執政官を含めて何度目の執政官職かを表す。
人名は皇帝名を中心に分かりやすい名前で記載されており、その当時の正式な名前とは限らない。長母音は省略し「ll」「rr」は促音で表記した。
皇帝の変更があった年は強調とともに正規執政官の後ろに括弧書きで記した。在位中の皇帝が執政官を勤めている場合には皇帝名を強調した。

## 紀元前
- 紀元前33年 アウグストゥス II, ルキウス・ウォルカキウス・トゥッルス
  - suff. ルキウス・アウトロニウス・パエトゥス, ルキウス・フラウィウス, ガイウス・フォンテイウス・カピト, マルクス・アキリウス・グラブリオ, ルキウス・ウィニキウス, クィントゥス・ラロニウス
- 紀元前32年 グナエウス・ドミティウス・アヘノバルブス, ガイウス・ソシウス
  - suff. ルキウス・コルネリウス・キンナ, マルクス・ウァレリウス・メッサッラ
- 紀元前31年 マルクス・アントニウス III, アウグストゥス III
  - suff. マルクス・ウァレリウス・メッサッラ・コルウィヌス, マルクス・ティティウス, グナエウス・ポンペイウス
- 紀元前30年 アウグストゥス IV, マルクス・リキニウス・クラッスス
  - suff. ガイウス・アンティスティウス・ウェトゥス, 小キケロ, ルキウス・サエニウス（・バルビヌス?）
- 紀元前29年 アウグストゥス V, セクストゥス・アップレイウス
  - suff. マルクス・ウァレリウス・メッサッラ・ポティトゥス
- 紀元前28年 アウグストゥス VI, マルクス・ウィプサニウス・アグリッパ II
- 紀元前27年 アウグストゥス VII, マルクス・ウィプサニウス・アグリッパ III （帝政開始）
- 紀元前26年 アウグストゥス VIII, ティトゥス・スタティリウス・タウルス II
- 紀元前25年 アウグストゥス IX, マルクス・ユニウス・シラヌス
- 紀元前24年 アウグストゥス X, ガイウス・ノルバヌス・フラックス
- 紀元前23年 アウグストゥス XI, アウルス・テレンティウス・ウァッロ・ムレナ
  - suff. ルキウス・セスティウス・アルバニアヌス・クィリナリス, グナエウス・カルプルニウス・ピソ
- 紀元前22年 マルクス・クラウディウス・マルケッルス・アエセルニヌス, ルキウス・アッルンティウス
- 紀元前21年 マルクス・ロッリウス, クィントゥス・アエミリウス・レピドゥス
- 紀元前20年 マルクス・アップレイウス, プブリウス・シリウス・ネルウァ
- 紀元前19年 ガイウス・センティウス・サトゥルニヌス, クィントゥス・ルクレティウス・ウェスピッロ
  - suff. マルクス・ウィニキウス
- 紀元前18年 プブリウス・コルネリウス・レントゥルス・マルケッリヌス, グナエウス・コルネリウス・レントゥルス
- 紀元前17年 ガイウス・フルニウス, ガイウス・ユニウス・シラヌス
- 紀元前16年 ルキウス・ドミティウス・アヘノバルブス, プブリウス・コルネリウス・スキピオ
  - suff. ルキウス・タリウス・ルフス
- 紀元前15年 マルクス・リウィウス・ドルスス・リボ, ルキウス・カルプニウス・ピソ ("the Pontifex")
- 紀元前14年 マルクス・リキニウス・クラッスス・フルギ, グナエウス・コルネリウス・レントゥルス ("the Augur")
- 紀元前13年 ティベリウス, プブリウス・クィンクティリウス・ウァルス
- 紀元前12年 マルクス・ウァレリウス・メッサッラ・バルバトゥス・アッピアヌス, プブリウス・スルピキウス・クィリニウス
  - suff. ガイウス・ウァルギウス・ルフス, ルキウス・ウォルシウス・サトゥルニヌス, ガイウス・カニニウス・レビルス
- 紀元前11年 クィントゥス・アエリウス・トゥベロ, パウッルス・ファビウス・マクシムス
- 紀元前10年 アフリカヌス・ファビウス・マクシムス, ユッルス・アントニウス
- 紀元前9年 大ドルスス, ティトゥス・クィンクティウス・クリスピヌス・スルピキアヌス
- 紀元前8年 ガイウス・マルキウス・ケンソリヌス, ガイウス・アシニウス・ガッルス
- 紀元前7年 ティベリウス II, グナエウス・カルプルニウス・ピソ
- 紀元前6年 デキムス・ラエリウス・バルブス, ガイウス・アンティスティウス・ウェトゥス
- 紀元前5年 アウグストゥス XII, ルキウス・コルネリウス・スッラ
  - suff. ルキウス・ウィニキウス, クィントゥス・ハテリウス・アグリッパ, ガイウス・スルピキウス・ガルバ
- 紀元前4年 ガイウス・カルウィシウス・サビヌス, ルキウス・パッシエヌス・ルフス
  - suff. ガイウス・カエリウス, ガルス・スルピキウス
- 紀元前3年 ルキウス・コルネリウス・レントゥルス, マルクス・ウァレリウス・メッサッラ・メッサッリヌス
- 紀元前2年 アウグストゥス XIII, マルクス・プラウティウス・シルウァヌス
  - suff. ガイウス・フフス・ゲミヌス, ルキウス・カニニウス・ガッルス, クィントゥス・ファブリキウス
- 紀元前1年 コッスス・コルネリウス・レントゥルス, ルキウス・カルプルニウス・ピソ("the Augur")
  - suff. アウルス・プラウティウス, アウルス・カエキナ・セウェルス

## 紀元1世紀
- 紀元1年 ガイウス・カエサル, ルキウス・アエミリウス・パウッルス
  - suff. マルクス・ヘレンニウス・ピケンス
- 2年 プブリウス・ウィニキウス, プブリウス・アルフェヌス・ウァルス
  - suff. プブリウス・コルネリウス・レントゥルス・スキピオ, ティトゥス・クィンクティウス・クリスピヌス・ウァレリアヌス
- 3年 ルキウス・アエリウス・ラミア, マルクス・セルウィリウス
  - suff. プブリウス・シリウス, ルキウス・ウォルシウス・サトゥルニヌス
- 4年 セクストゥス・アエリウス・カトゥス, ガイウス・センティウス・サトゥルニヌス
  - suff. グナエウス・センティウス・サトゥルニヌス, ガイウス・クロディウス・リキヌス
- 5年 ルキウス・ウァレリウス・メッサッラ・ウォレスス, グナエウス・コルネリウス・キンナ・マグヌス
  - suff. ガイウス・ウィビウス・ポストゥムス, ガイウス・アテイウス・カピト
- 6年 マルクス・アエミリウス・レピドゥス, ルキウス・アッルンティウス
  - suff. ルキウス・ノニウス・アスプレナス
- 7年 クィントゥス・カエキリウス・メテッルス・クレティクス・シラヌス, アウルス・リキニウス・ネルウァ・シリアヌス
  - suff. ルキリウス・ロングス
- 8年 マルクス・フリウス・カミッルス, セクストゥス・ノニウス・クィンクティリアヌス
  - suff. ルキウス・アプロニウス, アウルス・ウィビウス・ハビトゥス
- 9年 ガイウス・ポッパエウス・サビヌス, クィントゥス・スルピキウス・カメリヌス
  - suff. マルクス・パピウス・ムティルス, クィントゥス・ポッパエウス・セクンドゥス
- 10年 プブリウス・コルネリウス・ドラベッラ, ガイウス・ユニウス・シラヌス
  - suff. セルウィウス・コルネリウス・レントゥルス・マルギネンシス, クィントゥス・ユニウス・ブラエスス
- 11年 マニウス・アエミリウス・レピドゥス, ティトゥス・スタティリウス・タウルス
  - suff. ルキウス・カッシウス・ロンギヌス
- 12年 ゲルマニクス, ガイウス・フォンテイウス・カピト
  - suff. ガイウス・ウィセッリウス・ウァッロ
- 13年 ガイウス・シリウス・アウルス・カエキナ・ラルグス, ルキウス・ムナティウス・プランクス
- 14年 セクストゥス・ポンペイウス, セクストゥス・アップレイウス （アウグストゥス没、ティベリウス即位）
- 15年 小ドルスス, ガイウス・ノルバヌス・フラックス
  - suff. マルクス・ユニウス・シラヌス
- 16年 シセンナ・スタティリウス・タウルス, ルキウス・スクリボニウス・リボ
  - suff. ガイウス・ポンポニウス・グラエキヌス, ガイウス・ウィビウス・ルフス
- 17年 ルキウス・ポンペイウス・フラックス, ガイウス・カエリウス・ルフス
  - suff. ガイウス・ウィビウス・マルスス, ルキウス・ウォルセイウス・プロクルス
- 18年 ティベリウス III, ゲルマニクス II
  - suff. （ルキウス?・）リウィネイウス・レグルス, ルキウス・セイウス・トゥベロ, ガイウス・ルベッリウス・ブランドゥス, マルクス・ウィプスタヌス・ガッルス
- 19年 マルクス・ユニウス・シラヌス・トルクァトゥス, ルキウス・ノルバヌス・バルブス
  - suff. プブリウス・ペトロニウス
- 20年 マルクス・ウァレリウス・メッサッラ・バルバトゥス, マルクス・アウレリウス・コッタ・マクシムス・メッサリヌス
- 21年 ティベリウス IV, 小ドルスス II
  - suff. マメルクス・アエミリウス・スカウルス, グナエウス・トレメッリウス
- 22年 デキムス・ハテリウス・アグリッパ, ガイウス・スルピキウス・ガルバ
- 23年 ガイウス・アシニウス・ポッリオ, ガイウス・アンティスティウス・ウェトゥス
- 24年 セルウィウス・コルネリウス・ケテグス, ルキウス・ウィセッリウス・ウァッロ
  - suff. ガイウス・カルプリウス・アウィオラ, プブリウス・コルネリウス・レントゥルス・スキピオ
- 25年 コッスス・コルネリウス・レントゥルス, マルクス・アシニウス・アグリッパ
- 26年 グナエウス・コルネリウス・レントゥルス・ガエトゥリクス, ガイウス・カルウィシウス・サビヌス
- 27年 ルキウス・カルプルニウス・ピソ, マルクス・リキニウス・クラッスス・フルギ
- 28年 ガイウス・アッピウス・ユニウス・シラヌス, プブリウス・シリウス・ネルウァ
- 29年 ガイウス・フフィウス・ゲミヌス, ルキウス・ルベッリウス・ゲミヌス
- 30年 マルクス・ウィニキウス, ルキウス・カッシウス・ロンギヌス
- 31年 ティベリウス V, ルキウス・アエリウス・セイヤヌス
  - suff. ルキウス・フルキニウス・トゥリオ, プブリウス・メンミウス・レグルス
- 32年 グナエウス・ドミティウス・アヘノバルブス, ルキウス・アッルンティウス・カミッルス・スクリボニアヌス
- 33年 ガルバ, ルキウス・コルネリウス・スッラ・フェリクス
- 34年 パウッルス・ファビウス・ペルシクス, ルキウス・ウィテッリウス
- 35年 ガイウス・ケスティウス・ガッルス, マルクス・セルウィリウス・ノニアヌス
  - suff. デキムス・ウァレリウス・アシアティクス
- 36年 セクストゥス・パピニウス・アッレニウス, クィントゥス・プラウティウス
- 37年 グナエウス・アケッロニウス・プロクルス, ガイウス・ペトロニウス・ポンティウス・ニグリヌス （ティベリウス没、カリグラ即位）
- 38年 マルクス・アクィラ・ユリアヌス, ガイウス・ノニウス・アスプレナス
  - suff. カリグラ, クラウディウス
- 39年 カリグラ II, ルキウス・アプロニウス・カエシアヌス
- 40年 カリグラ III 同僚なしの単独
- 41年 カリグラ IV, グナエウス・センティウス・サトゥルニヌス （カリグラ没、クラウディウス即位）
- 42年 クラウディウス II, ガイウス・カエキニ・ラルグス
- 43年 クラウディウス III, ルキウス・ウィテッリウス II
- 44年 ティトゥス・スタティリウス・タウルス, ガイウス・サッルスティウス・クリスプス・パッシエヌス II
- 45年 マルクス・ウィニキウス II, ティトゥス・スタティリウス・タウルス・コルウィヌス
- 46年 デキムス・ウァレリウス・アシアティクス II, マルクス・ユニウス・シラヌス
- 47年 クラウディウス IV, ルキウス・ウィテッリウス III
- 48年 ウィテッリウス, ルキウス・ウィプスタヌス・プブリコラ・メッサッラ
- 49年 クィントゥス・ウェラニウス, ガイウス・ポンペイウス・ロングス・ガッルス
- 50年 ガイウス・アンティスティウス・ウェトゥス II, マルクス・スイッリウス・ネルッリヌス
- 51年 クラウディウス V, セルウィウス・コルネリウス・スキピオ・サルウィディエヌス・オルフィトゥス
- 52年 ファウストゥス・コルネリウス・スッラ・フェリクス, ルキウス・サルウィウス・オト・ティティアヌス
- 53年 デキムス・ユニウス・シラヌス・トルクァトゥス, クィントゥス・ハテリウス・アントニヌス
- 54年 マニウス・アキリウス・アウィオラ, マルクス・アシニウス・マルケッルス （クラウディウス没、ネロ就任）
- 55年 ネロ, ルキウス・アンティスティウス・ウェトゥス
- 56年 クィントゥス・ウォルシウス・サトゥルニヌス, プブリウス・コルネリウス・レントゥルス・スキピオ
- 57年 ネロ II, ルキウス・カルプルニウス・ピソ
- 58年 ネロ III, マルクス・ウァレリウス・メッサッラ・コルウィヌス
- 59年 ガイウス・ウィプスタヌス・アプロニアヌス, ガイウス・フォンテイウス・カピト
- 60年 ネロ IV, コッスス・コルネリウス・レントゥルス
- 61年 プブリウス・ペトロニウス・トゥルピリアヌス, ルキウス・ユニウス・カエセンニウス・パエトゥス
- 62年 プブリウス・マリウス, ルキウス・アフィニウス・ガッルス
  - suff. ガイウス・ペトロニウス・ニゲル
- 63年 ガイウス・メンミウス・レグルス, ルキウス・ウェルギニウス・ルフス I
- 64年 ガイウス・ラエカニウス・バッスス, マルクス・リキニウス・クラッスス・フルギ
- 65年 アウルス・リキニウス・ネルウァ・シリアヌス, マルクス・ユリウス・ウェスティヌス・アッティクス
- 66年 ガイウス・ルッキウス・テレシヌス, ガイウス・スエトニウス・パウッリヌス II
- 67年 ルキウス・ユリウス・ルフス, フォンテイウス・カピト
- 68年 ティベリウス・カティウス・アスコニウス・シリウス・イタリクス, プブリウス・ガレリウス・トラカルス （ネロ没、ガルバ就任）
- 69年 ガルバ II, ティトゥス・ウィニウス（ルフィヌス?） （内乱、ウェスパシアヌス就任）
  - suff. ファビウス・ウァレンス, グナエウス・アッリウス・アントニヌス
- 70年 ウェスパシアヌス II, ティトゥス
- 71年 ウェスパシアヌス III, ネルウァ
- 72年 ウェスパシアヌス IV, ティトゥス II
- 73年 ドミティアヌス II, ルキウス・ウァレリウス・カトゥッルス・メッサッリヌス
- 74年 ウェスパシアヌス V, ティトゥス III
- 75年 ウェスパシアヌス VI, ティトゥス IV
- 76年 ウェスパシアヌス VII, ティトゥス V
- 77年 ウェスパシアヌス VIII, ティトゥス VI
- 78年 デキムス・ユニウス・ノウィウス・プリスクス・ルフス, ルキウス・ケイオニウス・コンモドゥス
- 79年 ウェスパシアヌス IX, ティトゥス VII （ウェスパシアヌス没、ティトゥス就任）
- 80年 ティトゥス VIII, ドミティアヌス VII
- 81年 ルキウス・フラウィウス・シルウァ・ノニウス・バッスス, ルキウス・アシニウス・ポッリオ・ウェッルコスス （ティトゥス没、ドミティアヌス就任）
- 82年 ドミティアヌス VIII, ティトゥス・フラウィウス・サビヌス
- 83年 ドミティアヌス IX, クィントゥス・ペティッリウス・ルフス II
- 84年 ドミティアヌス X, ガイウス・オッピウス・サビヌス
- 85年 ドミティアヌス XI, ティトゥス・アウレリウス・フルウス II
- 86年 ドミティアヌス XII, セルウィウス・コルネリウス・ドラベッラ・ペトロニアヌス
- 87年 ドミティアヌス XIII, ルキウス・ウォルシウス・サトゥルニヌス
- 88年 ドミティアヌス XIV, ルキウス・ミニキウス・ルフス
- 89年 ティトゥス・アウレリウス・フルウス, マルクス・アシニウス・アトラティヌス
  - suff. マニウス・ラベリウス・マクシムス
- 90年 ドミティアヌス XV, ネルウァ II
- 91年 マニウス・アキリウス・グラブリオ, トライヤヌス
- 92年 ドミティアヌス XVI, クィントゥス・ウォルシウス・サトゥルニヌス
- 93年 セクストゥス・ポンペイウス・コッレガ, クィントゥス・ペドゥカエウス・プリスキヌス
- 94年 ルキウス・ノニウス・カルプルニウス・トルクァトゥス・アスプレナス, ティトゥス・セクストゥス・マギウス・ラテラヌス
- 95年 ドミティアヌス XVII, ティトゥス・フラウィウス・クレメンス
- 96年 ガイウス・マンリウス・ウァレンス, ガイウス・アンティスティウス・ウェトゥス （ドミティアヌス没、ネルウァ就任）
- 97年 ネルウァ III, ルキウス・ウェルギニウス・ルフス III
  - suff. タキトゥス, マルクス・アンニウス・ウェルス
- 98年 ネルウァ IV, トライヤヌス II （ネルウァ没、トライヤヌス就任）
- 99年 アウルス・コルネリウス・パルマ・フロントニアヌス, クィントゥス・ソシウス・セネキオ
- 100年 トライヤヌス III, セクストゥス・ユリウス・フロンティヌス III
  - suff. 小プリニウス, コルヌトゥス・テルトゥッルス

## 2世紀
- 101年 トライヤヌス IV, クィントゥス・アルティクレイウス・パエトゥス
- 102年 ルキウス・ユリウス・ウルスス・セルウィアヌス II, ルキウス・リキニウス・スラ II
- 103年 トライヤヌス V, マニウス・ラベリウス・マクシムス II
- 104年 セクストゥス・アッティウス・スブラヌス・アエミリアヌス II, マルクス・アシニウス・マルケッルス
- 105年 ティベリウス・ユリウス・カンディドゥス・マリウス・ケルスス II, ガイウス・アンティウス・アウルス・ユリウス・クァドゥラトゥス II
- 106年 ルキウス・ケイオニウス・コンモドゥス, セクストゥス・ウェットゥレヌス・キウィカ・ケリアリス
- 107年 ルキウス・リキニウス・スラ III, クィントゥス・ソシウス・セネキオ II
- 108年 アッピウス・アンニウス・トレボニウス・ガッルス, マルクス・アティリウス・メティリウス・ブラドゥア
- 109年 アウルス・コルネリウス・パルマ・フロントニアヌス II, プブリウス・カルウィシウス・トゥッルス・ルソ
- 110年 マルクス・ペドゥカエウス・プリスキヌス, セルウィウス・コルネリウス・スキピオ・サルウィディエヌス・オルフィトゥス
- 111年 ガイウス・カルプルニウス・ピソ, マルクス・ウェッティウス・ボラヌス
- 112年 トライヤヌス VI, ティトゥス・セクスティウス・アルフリカヌス
- 113年 ルキウス・プブリリウス・ケルスス II, ガイウス・クロディウス・クリスピヌス
- 114年 クィントゥス・ニンニウス・ハスタ, プブリウス・マニリウス・ウォピスクス・ウィキニッリアヌス
- 115年 ルキウス・ウィプスタヌス・メッサッラ, マルクス・ペド・ウィルギリアヌス
- 116年 ルキウス・フンダニウス・ラミア・アエリアヌス, セクストゥス・カルミニウス・ウエトゥス
- 117年 クィントゥス・アクィリウス・ニゲル, マルクス・レビルス・アプロニアヌス （トライヤヌス没、ハドリアヌス就任）
- 118年 ハドリアヌス II, グナエウス・ペダニウス・フスクス・サリナトル
- 119年 ハドリアヌス III, プブリウス・ダスミウス・ルスティクス
- 120年 ルキウス・カティリウス・セウェルス・ユリアヌス・クラウディウス・レギヌス II, アントニヌス・ピウス
- 121年 マルクス・アンニウス・ウェルス II, グナエウス・アッリウス・アウグル
- 122年 マニウス・アキリウス・アウィオラ, ルキウス・コルネリウス・ネラティウス・パンサ
- 123年 クィントゥス・アルティクレイウス・パエティヌス, ルキウス・ウェヌレイウス・アプロニアヌス・オクタウィウス・プリスクス
- 124年 マニウス・アキリウス・グラブリオ, ガイウス・ベッリキウス・フラックス・トルクァトゥス・テバニアヌス
- 125年 マルクス・ロッリウス・パウッリヌス・デキムス・ウァレリウス・アシアティクス・サトゥルニヌス II, ルキウス・エピディウス・ティトゥス・アクィリヌス
- 126年 マルクス・アンニウス・ウェルス III, ガイウス・エッギウス・アンビブルス
- 127年 ティトゥス・アティリウス・ルフス・ティティアヌス, マルクス・ガウィウス・スクィッラ・ガッリカヌス
- 128年 ルキウス・ノニウス・カルプルニウス・トルクァトゥス・アスプレナス II, マルクス・アンニウス・リボ
- 129年 プブリウス・ユウェンティウス・ケルスス・ティトゥス・アフィディウス・ホエニウス・セルウェリアヌス II, ルキウス・ネラティウス・マルケッルス II
- 130年 クィントゥス・ファビウス・カトゥッリヌス, マルクス・フラウィウス・アペル
- 131年 セルギウス・オクタウィウス・ラエナス・ポンティアヌス, マルクス・アントニウス・ルフィヌス
- 132年 ガイウス・ユニウス・セリウス・アウグリヌス, ガイウス・トレビウス・セルギアヌス
- 133年 マルクス・アントニウス・ヒベルス, プブリウス・ムンミウス・シセンナ
- 134年 ルキウス・ユリウス・ウルスス・セルウィアヌス III, ティトゥス・ウィビウス・ウァルス
- 135年 ティトゥス・トゥティリウス・ルペルクス・ポンティアヌス, プブリウス・カルプルニウス・アティリアヌス（アッティクス・ルフス?）
- 136年 ルキウス・ケイオニウス・コンモドゥス, セクストゥス・ウェットゥレヌス・キウィカ・ポンペイアヌス
- 137年 ルキウス・アエリウス・カエサル II, プブリウス・コエリウス・バルビヌス・ウィブッリウス・ピソ
- 138年 カヌス・ユニウス・ニゲル, ガイウス・ポンポニウス・カメリヌス （ハドリアヌス没、アントニヌス・ピウス就任）
- 139年 アントニヌス・ピウス II, ガイウス・ブルッティウス・プラエセンス・ルキウス・フルウィウス・ルスティクス II
- 140年 アントニヌス・ピウス III, マルクス・アウレリウス・アントニヌス
- 141年 ティトゥス・ホエニウス・セウェルス, マルクス・ペドゥカエウス・ストロガ・プリスキヌス
- 142年 ルキウス・クスピウス・パクトゥメイウス・ルフィヌス, ルキウス・スタティウス・クァドラトゥス
- 143年 ガイウス・ベッリキウス・トルクァトゥス(II?), ルキウス・ウィブッリウス・ヒッパルクス・ティベリウス・クラウディウス・アッティクス・ヘロデス
- 144年 ルキウス・ヘディウス・ルフス・ロッリアヌス・アウィトゥス, ティトゥス・スタティリウス・マクシムス
- 145年 アントニヌス・ピウス IV, マルクス・アウレリウス・アントニヌス II
- 146年 セクストゥス・エルキウス・クラルス II, グナエウス・クラウディウス・セルウェルス・アラビアヌス
- 147年 ガイウス・プラスティナ・メッサリヌス, ルキウス・アンニウス・ラルグス
- 148年 ルキウス・オクタウィウス・コルネリウス・プブリウス・サルウィウス・ユリアヌス・アエミリアヌス, ガイウス・ベッリキウス・カルプルニウス・トルクァトゥス
- 149年 セルウィウス・コルネリウス・スキピオ・サルウィディエヌス・オルフィトゥス, クィントゥス・ポンペイウス・ソシウス・プリスクス
- 150年 マルクス・ガウィウス・スクィッラ・ガッリカヌス, セクストゥス・カルミニウス・ウェトゥス
- 151年 セクストゥス・クィンティリウス・コンディアヌス, セクストゥス・クィンティリウス・ウァレリウス・マクシムス
- 152年 マニウス・アキリウス・グラブリオ・グナエウス・コルネリウス・セウェルス, マルクス・ウァレリウス・ホムッルス
- 153年 ルキウス・フルウィウス・ガイウス・ブルッティウス・プラエセンス, アウルス・ユニウス・ルフィヌス
- 154年 ルキウス・アエリウス・アウレリウス・コンモドゥス, ティトゥス・セクスティウス・ラテラヌス
- 155年 ガイウス・ユリウス・セウェルス, マルクス・ユニウス・ルフィヌス・サビニアヌス
- 156年 マルクス・ケイオニウス・シルウァヌス, ガイウス・セリウス・アウグリヌス
- 157年 マルクス・ウェットゥレヌス・キウィカ・バルバルス, マルクス・メティリウス・アクィッリウス・レグルス・ネポス・ウォルシウス・トルクァトゥス・フロント
- 158年 セクストゥス・スルピキウス・テルトゥッルス, クィントゥス・ティネイウス・サケルドス・クレメンス
- 159年 プラウティウス・クィンティッルス, マルクス・スタティウス・プリスクス・リキニウス・イタリクス
- 160年 アッピウス・アンニウス・アティリウス・バルドゥア, ティトゥス・クロディウス・ウィビウス・ウァルス
- 161年 マルクス・アウレリウス・アントニヌス III, ルキウス・ウェルス II （アントニヌス・ピウス没、マルクス・アウレリウス、ルキウス・ウェルス就任）
- 162年 クィントゥス・ユニウス・ルスティクス II, ルキウス・ティティウス・プラウティウス・アクィリヌス
- 163年 マルクス・ポンティウス・ラエリアヌス, アウルス・ユニウス・パストル・ルキウス・カエセンニウス・ソスペス
- 164年 マルクス・ポンペイウス・マクリヌス, プブリウス・ユウエンティウス・ケルスス
- 165年 マルクス・ガウィウス・オルフィトゥス, ルキウス・アッリウス・プデンス
- 166年 クィントゥス・セルウィリウス・プデンス, ルキウス・フフィディウス・ポッリオ
- 167年 ルキウス・ウェルス II, マルクス・ウンミディウス・クァドラトゥス
- 168年 ルキウス・ウェヌレイウス・アプロニアヌス・オクタウィウス・プリスクス II, ルキウス・セルギウス・パウッルス II
- 169年 クィントゥス・ポンペイウス・セネキオ・ロスキウス・ムレナ・コエリウス, プブリウス・コエリウス・アポッリナリス （ルキウス・ウェルス没）
- 170年 ガイウス・エルキウス・クラルス, マルクス・ガウィウス・コルネリウス・ケテグス
- 171年 ティトゥス・スタティリウス・セルウェルス, ルキウス・アルフィディウス・ヘレンニアヌス
- 172年 セクストゥス・カルプルニウス・スキピオ・オルフィトゥス, セクストゥス・クィンティリウス・マクシムス
- 173年 グナエウス・クラウディウス・セウェルス II, ティベリウス・クラウディウス・ポンペイアヌス II
- 174年 ルキウス・アウレリウス・ガッルス, クィントゥス・ウォルシウス・フラックス・コルネリアヌス
- 175年 ルキウス・カルプルニウス・ピソ, プブリウス・サルウィウス・ユリアヌス
- 176年 ティトゥス・ポンポニウス・プロクルス・ウィトラシウス・ポッリオ II, マルクス・フラウィウス・アペル II
- 177年 コンモドゥス, マルクス・ペドゥカエウス・プラウティウス・クィンティッルス
- 178年 セルウィウス・コルネリウス・スキピオ・サルウィディエヌス・オルフィトゥス, デキムス・ウェリウス・ルフス（ユリアヌス?）
- 179年 コンモドゥス II, プブリウス・マルティウス・ウェルス II
- 180年 ルキウス・フルウィウス・ガイウス・ブルッティウス・プラエセンス II, セクストゥス・クィンティリウス・コンディアヌス （マルクス・アウレリウス没、コンモドゥス就任）
- 181年 コンモドゥス III, ルキウス・アンティスティウス・ブッルス
- 182年 マルクス・ペトロニウス・スラ・マメルティヌス, クィントゥス・ティネイウス・ルフス
- 183年 コンモドゥス IV, ガイウス・アウフィディウス・ウィクトリヌス II
- 184年 ルキウス・コッソニウス・エッギウス・マルッルス, グナエウス・パピリウス・アエリアヌス
- 185年 ティベリウス・クラウディウス・マテルヌス, マルクス・アッピウス・アティリウス・バラドゥア・レギッルス・アッティクス
- 186年 コンモドゥス V, マニウス・アキリウス・グラブリオ II
- 187年 ルキウス・ブルッティウス・クィンティウス・クリスピヌス, ルキウス・ロスキウス・アエリアヌス・パクルス
- 188年 (P.?) セイユス・フスキアヌス II, マルクス・セルウィリウス・シラヌス II
- 189年 デキムス・ユリウス・シラヌス, クィントゥス・セルウィリウス・シラヌス
- 190年 コンモドゥス VI, マルクス・ペトロニウス・スラ・セプティミアヌス
- 191年 ポピリウス・ペド・アプロニアヌス, マルクス・ウァレリウス・ブラドゥア・マウリクス
- 192年 コンモドゥス VII, ペルティナクス II （コンモドゥス没）

共和期のローマの執政官については共和政ローマ執政官一覧参照。
これ以降のローマの執政官については帝政ローマ後期執政官一覧参照。